# سرخاب (نير)
سرخاب هي قرية في مقاطعة نير، إيران. يقدر عدد سكانها بـ 188 نسمة بحسب إحصاء 2016.